# Água Fria
Água Fria là một đô thị thuộc bang Bahia, Brasil. Đô thị này có diện tích 643,18 km², dân số năm 2007 là 14776 người, mật độ 22,97 người/km².